# Innenbordmotor

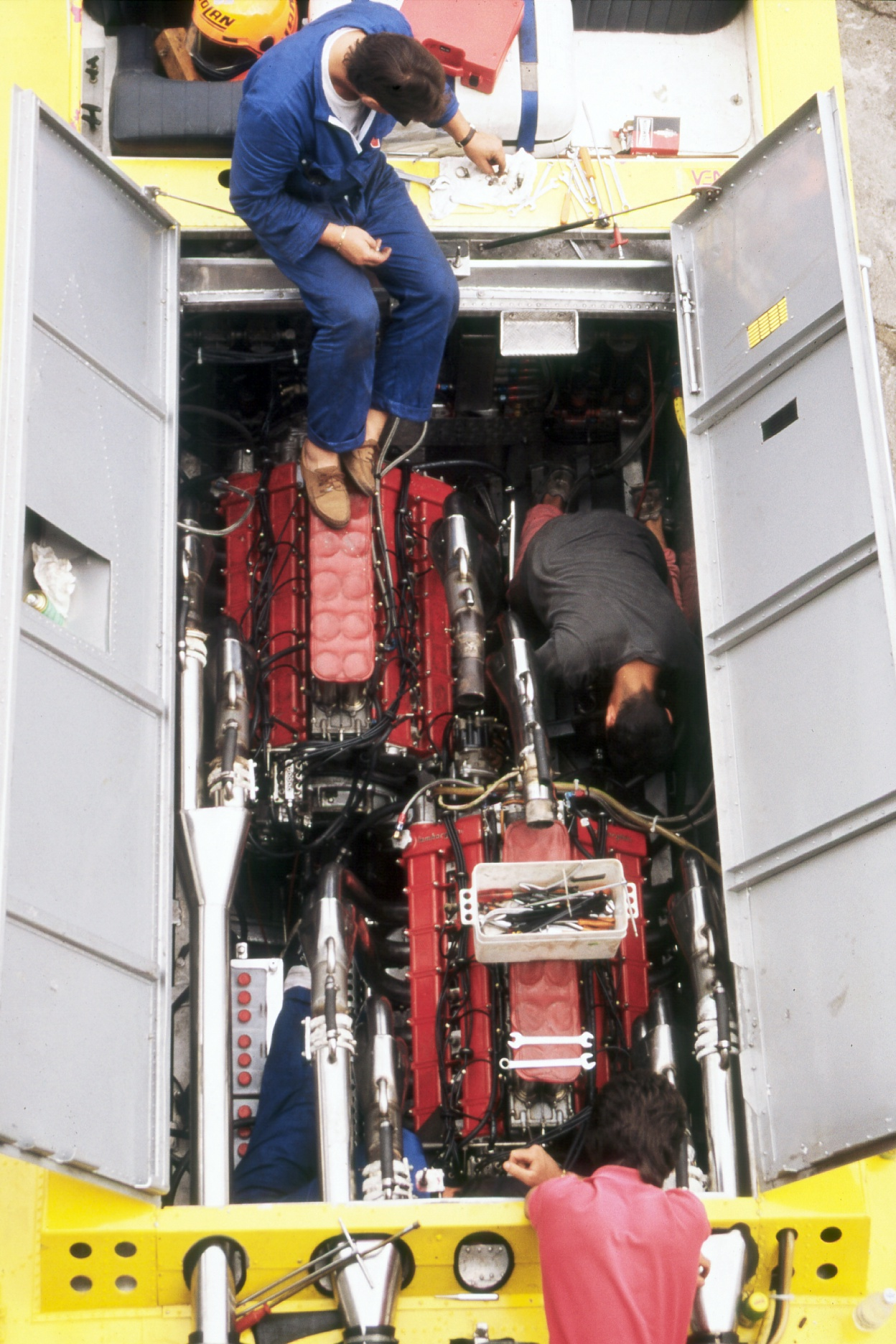
Lamborghini-Benzinmotoren in einem Rennboot

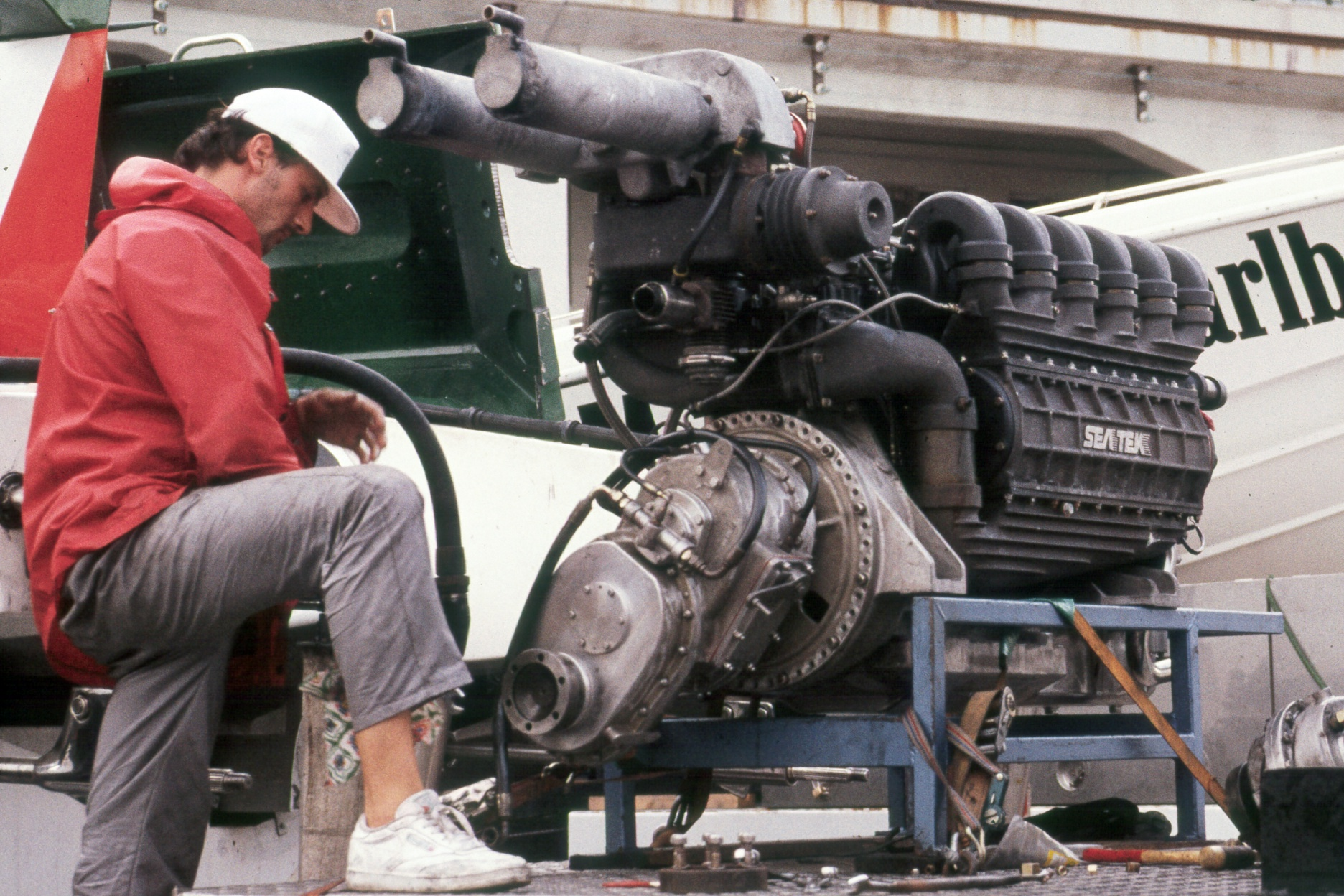
6-Zylinder-Seatek-Dieselmotor

Als Innenbordmotor (umgangssprachlich Innenborder oder Inborder) bezeichnet man einen Hauptantriebsmotor auf einem Boot oder Schiff, der im Rumpf fest eingebaut ist. Die Antriebswelle muss daher an irgendeiner Stelle durch den Rumpf nach außen geführt werden. An dieser Stelle ist die sich drehende Welle durch eine Stopfbuchse abgedichtet.
Der erste Innenbordmotor war die Dampfmaschine (ab 1783).
Heute verwendet man den Begriff Innenbordmotor nur in der Sport- und Freizeitschifffahrt, um diese Boote von der Gruppe der Boote mit Außenbordmotor abzugrenzen.
Zur Berufsschifffahrt siehe Schiffsmotor.
Beim Innenbordmotor erfolgt die Kraftübertragung zum Propeller:
- über eine starre Welle (wenn der Motor mittschiffs eingebaut ist)
- über eine Welle mit Umlenkgetriebe (zur Richtungsumkehr, wenn der Motor aus Platz- oder Gewichtsgründen im Heck eingebaut ist), gelegentlich als V-Antrieb bezeichnet
- über einen am Bootsheck angebauten, lenk- und trimmbaren Z-Antrieb
- über einen unter dem Boot angebauten, um 360° schwenkbaren Pod-Antrieb

Alternativ kann auch ein Jetantrieb eingebaut werden.

## Geschichte
Gottlieb Daimler baute den von ihm zusammen mit Wilhelm Maybach erfundenen Verbrennungsmotor 1886 in ein 6 Meter langes offenes Boot ein und unternahm damit die ersten Versuchsfahrten auf dem Neckar. Er ließ sich diese „Einrichtung zum Betrieb der Schraubenwelle eines Schiffes“ unter der Nr. 39367 patentieren. Den Berichten der Historiker zufolge hatten die Bürger seinerzeit so viel Angst vor dem „leicht explosiven“ Benzin, dass Daimler seinen Motor auf dem Wasser ungestörter testen konnte, als innerhalb der Ortschaft. Der Verkauf motorisierter Boote trug in den Folgejahren wesentlich zu den Einnahmen der Firma von Daimler und Maybach bei.
Die Daimler-Motoren wurden in den später aufkommenden Motorbootrennen mit Erfolg eingesetzt. Mit einem 35 PS starken Zweizylindermotor wurde 1901 das Motorbootrennen von Nizza gewonnen. Er erreichte eine Höchstgeschwindigkeit von 37 km/h. Bei den Olympischen Spielen 1908 wollte das Boot Daimler II teilnehmen. Es erreichte nicht die Startlinie.
Carl Benz widmete sich mit dem von ihm erfundenen Motor hauptsächlich dem Automobilbau. Aber auch er präsentierte 1887 ein motorisiertes Boot auf dem Rhein bei Mannheim und bekam für die „Kraftübertragungs- und Umsteuerungs-Vorrichtung“ das Patent DRP 46612. Ein 6,2 Meter langes Boot mit 1,5 PS starkem Motor bot er für 2995 Mark zum Verkauf an.

## Motoren und Hersteller
Es kommen sowohl Motoren, die nur für den Wassersportbereich produziert werden, als auch umgerüstete Automobil-Motoren zum Einsatz. Im Rennsport werden in einer Klasse bis 1.000 cm³ auch umgebaute Motorradmotoren eingesetzt.
Die eingebauten Motoren sind in der Regel Viertaktmotoren. In der DDR wurden vielfach Wartburg-Zweitaktmotoren eingebaut. Seltener finden Wankelmotoren und Gasturbinen sowie Elektromotoren Einsatz in Wasserfahrzeugen.
Auswahl von Herstellern, auch historische (alphabetisch):
- Lamborghini, Benzinmotoren, waren im Offshore-Rennbootsport sehr beliebt
- MerCruiser ist die Inborder-Marke der Fa. Mercury Marine, Verkauf überwiegend mit eigenen Z-Antrieben
- Perkins, erster Bootsdiesel war ein umgebauter Panzermotor, heute Palette von 5 bis 2.000 kW (61 Liter Hubraum)
- Scania, Motoren von 221 kW (300 PS) bis 588 kW (800 PS) mit 12 bis 16 Litern Hubraum
- Seatek, hält mit 252,27 km/h den Weltrekord für dieselgetriebene Boote[4]
- Volvo Penta, Produktion seit 1907
- Volkswagen Marine, Dieselmotoren von 29 kW (40 PS) bis 257 kW (350 PS)
- Yanmar, erster Benzinmotor 1921, heute Dieselmotoren von 6,6 kW (9 PS) bis 662 kW (900 PS)